# عبد الرحمن بن زياد
عبد الرحمن بن زياد بن أبي سفيان وهو أخو عبيد الله بن زياد
في سنة 59هـ عزل معاوية سعيد بن عثمان عن خراسان وولى عليها عبد الرحمن بن زياد، فصار عبيد الله واليا على البصرة وعبد الرحمن واليا على خراسان ولم يزل عبد الرحمن واليا على خراسان إلى زمن يزيد بن معاوية فقدم إليه فخيره بين بقائه أو عزله فعزله وول غيره . وكان عبد الرحمن كريما حريصا ضعيفا لم يغز غزوة واحدة